# Logba (langue)
Ne doit pas être confondu avec Lokpa (langue).
Le logba est une langue kwa parlée par les Logba au Ghana.